# Republikens dag (Filippinerna)
Republikens dag (engelska: Philippine Republic Day), är en nationell helgdag i Filippinerna. Den firas den 4 juli sedan 1996, efter att tidigare ha flyttats runt under årens lopp.

### Fotnoter
1. ↑  ”Republic Day” (på engelska). Filippinska staten. Arkiverad från originalet den 5 juli 2015. https://web.archive.org/web/20150705192812/http://www.gov.ph/featured/republic-day/about/. Läst 4 juli 2015.